# Schizopepon
Schizopepon es un género con once especies de plantas con flores perteneciente a la familia Cucurbitaceae. Es el único género de la tribu Schizopeponeae.

## Especies seleccionadas
| - Schizopepon bicirrhosus - Schizopepon bomiensis - Schizopepon bryoniaefolius - Schizopepon dioicus - Schizopepon fargesii - Schizopepon longipes | - Schizopepon macranthus - Schizopepon monoicus - Schizopepon wardii - Schizopepon wilsonii - Schizopepon xizangensis |